# Шкала Медведева — Шпонхойера — Карника
12-балльная шкала интенсивности землетрясений Медведева — Шпонхойера — Карника (MSK-64) была опубликована в 1964 году советским геофизиком Сергеем Васильевичем Медведевым, Вильгельмом Шпонхойером (Wilhelm Sponheuer) из ГДР и Витом Карником (Vít Kárník) из Чехословакии. Получила широкое распространение в Европе и СССР. С 1996 года в странах Европейского союза применяется более современная Европейская макросейсмическая шкала (EMS). MSK-64 лежит в основе СП 14.13330.2014 «Строительство в сейсмических районах» и продолжает использоваться в России и странах СНГ. В Казахстане в настоящее время используется СНиП РК 2.03-30-2006 «Строительство в сейсмических районах».
| Балл. Сила землетрясения | Краткая характеристика |
| I. Не ощущается          | Не ощущается. Отмечается только сейсмическими приборами. |
| II. Очень слабые толчки  | Отмечается сейсмическими приборами. Ощущается только отдельными людьми, находящимися в состоянии полного покоя в верхних этажах зданий, и очень чуткими домашними животными. |
| III. Слабое              | Ощущается только внутри некоторых зданий, как сотрясение от грузовика. |
| IV. Умеренное            | Распознаётся по лёгкому дребезжанию и колебанию предметов, посуды и оконных стёкол, скрипу дверей и стен. Внутри здания сотрясение ощущает большинство людей. |
| V. Довольно сильное      | Под открытым небом ощущается многими, внутри домов — всеми. Общее сотрясение здания, колебание мебели. Маятники часов останавливаются. Трещины в оконных стёклах и штукатурке. Пробуждение спящих. Ощущается людьми и вне зданий, качаются тонкие ветки деревьев. Хлопают двери. |
| VI. Сильное              | Ощущается всеми. Многие в испуге выбегают на улицу. Картины падают со стен. Отдельные куски штукатурки откалываются. |
| VII. Очень сильное       | Повреждения (трещины) в стенах каменных домов. Антисейсмические, а также деревянные и плетневые постройки остаются невредимыми. |
| VIII. Разрушительное     | Трещины на крутых склонах и на сырой почве. Памятники сдвигаются с места или опрокидываются. Дома сильно повреждаются. Падают фабричные трубы. |
| IX. Опустошительное      | Сильное повреждение и разрушение каменных домов. Старые деревянные дома кривятся. |
| X. Уничтожающее          | Трещины в земной коре иногда до метра шириной. Оползни и обвалы со склонов. Разрушение каменных построек. Искривление железнодорожных рельсов. |
| XI. Катастрофа           | Широкие трещины в поверхностных слоях земли. Многочисленные оползни и обвалы. Каменные дома почти полностью разрушаются. Сильное искривление и выпучивание железнодорожных рельсов, разрушаются мосты.                                                                           |
| XII. Сильная катастрофа  | Изменения в земной коре достигают огромных размеров. Многочисленные трещины, обвалы, оползни. Возникновение водопадов, подпруд на озёрах, отклонение течения рек. Изменяется рельеф. Ни одно сооружение не выдерживает.                                                          |